# Мафамуде
Мафамуде (порт. Mafamude)  —  населённый пункт и район в Португалии,  входит в округ Порту. Является составной частью муниципалитета  Вила-Нова-де-Гайа. Находится в составе крупной городской агломерации Большой Порту. По старому административному делению входил в провинцию Дору-Литорал. Входит в экономико-статистический  субрегион Большой Порту, который входит в Северный регион. Население составляет 38 940 человек на 2001 год. Занимает площадь 5,39 км².
Покровителем района считается Святой Кристован (порт. São Cristóvão).

## Известные уроженцы и жители
- Рейс, Антонио Соареш дос (1847-1889) — выдающийся португальский скульптор.